# Nicole Schreyer

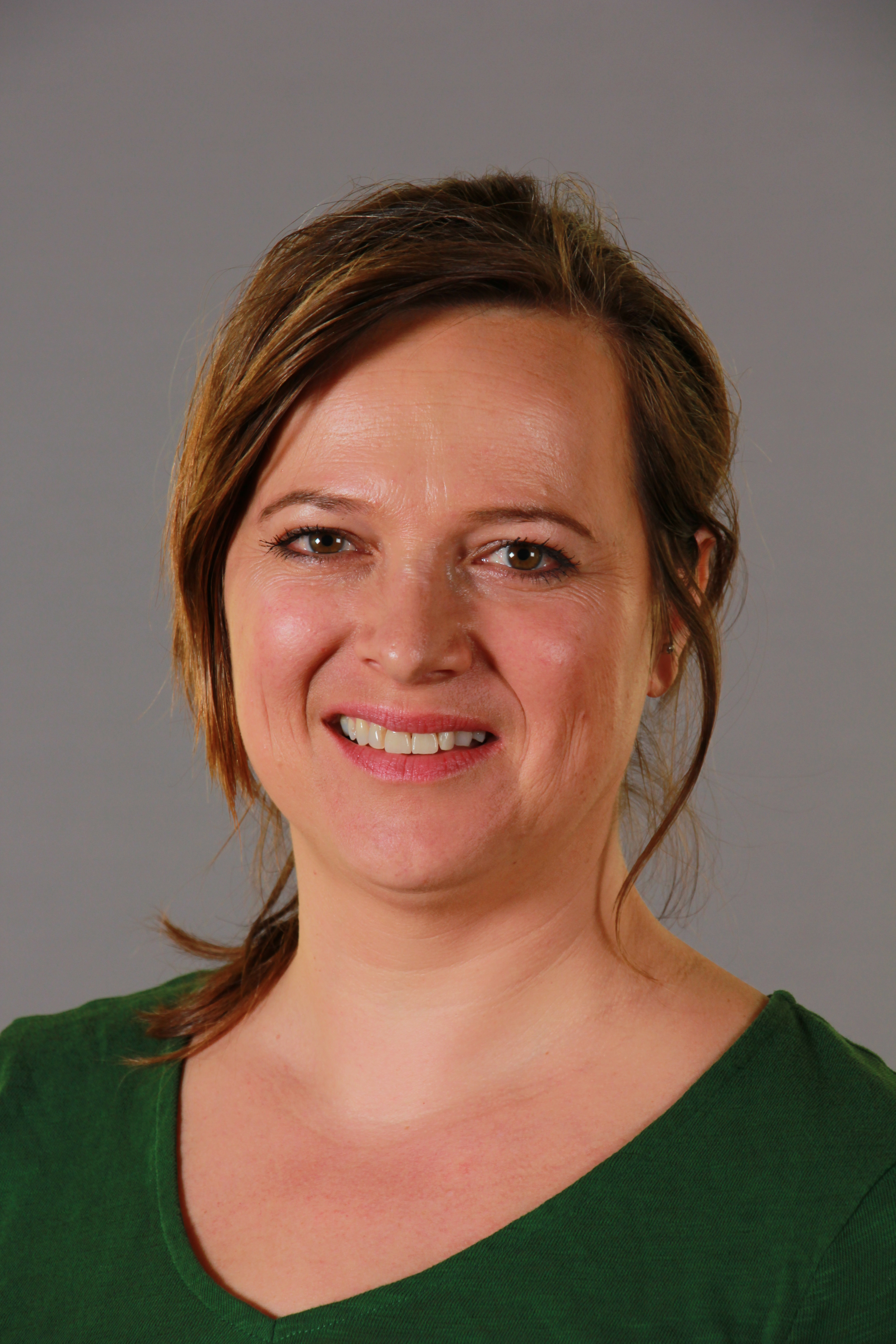
Nicole Schreyer (2017)

Nicole Schreyer (* 5. Februar 1977 in Kufstein) ist eine ehemalige österreichische Politikerin (GRÜNE) und Biologin. Sie war von 2013 bis 2018 Mitglied des Österreichischen Bundesrats.

## Ausbildung und Beruf
Nicole Schreyer besuchte zunächst die Volksschule Unterlangkampfen, das BG/BRG Kufstein sowie die Tourismusfachschule St. Johann in Tirol und absolvierte eine Lehre zur Speditionskauffrau. Anschließend legte sie in Innsbruck die Matura ab und studierte in der Folge Biologie ab 1998 an der Universität Wien, wobei sie ihr Studium 2004 mit dem akademischen Grad Mag. rer. nat. abschloss. Sie konzentrierte sich in ihrem Studium auf die Schwerpunkte Ökologie und Gewässerbiologie und verfasste ihre Diplomarbeit an der BOKU Wien zum Thema Fischwanderung.
Schreyer arbeitete zwischen Jänner und September 2006 während der österreichischen EU-Ratspräsidentschaft für das Bundesministerium für Bildung, Wissenschaft und Kultur und war danach zwischen September 2006 und Ende Oktober 2007 Amtssachverständige für Gewässerbiologie beim Amt der Niederösterreichischen Landesregierung. Sie war danach von November 2007 bis Ende November 2008 als Programmmanagerin von Life Sciences und Projektmanagerin von Cluster Life Sciences an der Tiroler Zukunftsstiftung (später: Standortagentur Tirol) aktiv und arbeitete im Anschluss von Dezember 2008 bis Ende April 2010 als Leiterin des Alpenprogramms bei WWF Österreich. Von Mai 2010 bis Ende Februar 2011 war sie als Umweltreferentin im Grünen Parlamentsklub Wien beschäftigt, wo sie zwischen März 2011 und Februar 2013 karenziert war, anschließend von März 2013 bis Oktober 2018 Schutzgebietsbetreuerin des Naturschutzgebiets Kaisergebirge. 
Schreyer war von 2019 bis 2022 Chief Marketing Officer (CMO) und stv. Vorstandsvorsitzende von Vier Pfoten International.
Anfang 2023 gründete Nicole Schreyer die Klima/Strategie Schreyer GmbH, als deren Geschäftsführerin berät sie Unternehmen zu Klimaschutz und Nachhaltigkeit.

## Politik und Funktionen
Schreyer wurde 2011 zum Mitglied des Landesvorstandes der Grünen Tirol gewählt und übernahm 2012 die Funktion der Bezirkssprecherin der Grünen Kufstein. Sie war von 2009 bis 2013 Landesausschussdelegierte der Grünen Frauen Tirol. Sie wurde am 24. Mai 2013 vom Landtag zur Bundesrätin gewählt. Ab November 2015 war Schreyer Fraktionsvorsitzende der Grünen Bundesratsfraktion, seit Dezember 2017 war Schreyer als Fraktionsvorsitzende Mitglied im Bundesvorstand der Österreichischen Grünen. Nach der Landtagswahl in Tirol 2018 schied sie aus dem Bundesrat aus.

## Privates
Schreyer ist verheiratet und Mutter eines Sohnes (* 2011) und einer Tochter (* 2014).